# Ovidiu Vaduvescu
| 555152 Oproiu          | 14 novembre 2009  |
| 564280 Tudorica        | 8 settembre 2013  |
| 574300 Curelaru        | 10 luglio 2014    |
| 580301 Aznarmacías     | 23 settembre 2014 |
| 627030 Ciobanu         | 11 marzo 2008     |
| 646626 Valentingrigore | 11 marzo 2008     |
| 646684 Boaca           | 24 giugno 2014    |
| 664136 Tercu           | 11 marzo 2008     |

Ovidiu Vaduvescu (Craiova, 1967) è un astronomo rumeno naturalizzato canadese.
Laureatosi in matematica e informatica nel 1991 all'Università di Craiova, ottiene un dottorato in matematica e astronomia all'Università Babeș-Bolyai nel 1997 e uno in fisica e astronomia all'Università York nel 2005.
Il Minor Planet Center gli accredita la scoperta di otto asteroidi, effettuate tra il 2009 e il 2015, di cui sette in collaborazione con altri astronomi: Antonio Ferragamo, Mark Hollands, Jorge Iglesias-Páramo, David Jones, Teo Močnik, Pieter van Oers e Olga Zamora.
Gli è stato dedicato l'asteroide 36340 Vaduvescu.